# Lafresguimont-Saint-Martin
Lafresguimont-Saint-Martin és un municipi francès situat al departament del Somme i a la regió dels Alts de França. L'any 2007 tenia 508 habitants.

## Demografia

### Població

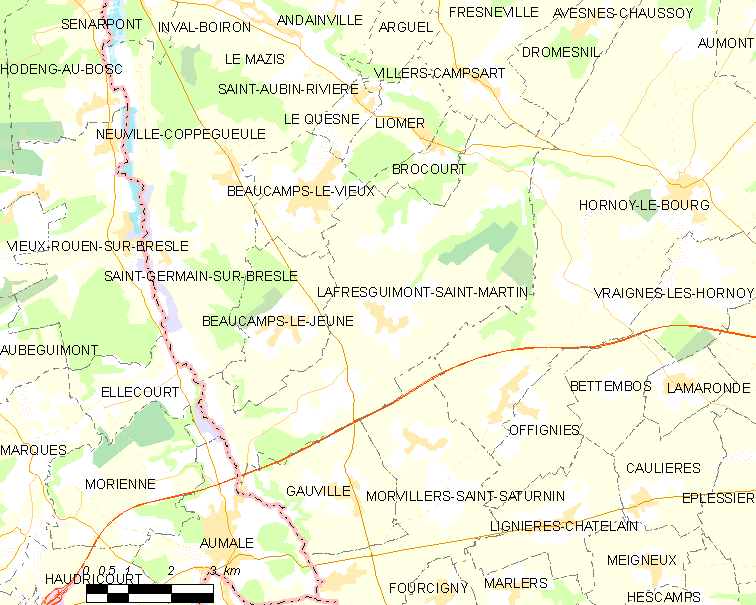
mapa del municipi

El 2007 la població de fet de Lafresguimont-Saint-Martin era de 508 persones. Hi havia 182 famílies de les quals 32 eren unipersonals (16 homes vivint sols i 16 dones vivint soles), 65 parelles sense fills, 77 parelles amb fills i 8 famílies monoparentals amb fills.
La població ha evolucionat segons el següent gràfic:
Habitants censats

### Habitatges
El 2007 hi havia 244 habitatges, 191 eren l'habitatge principal de la família, 36 eren segones residències i 16 estaven desocupats. 240 eren cases i 4 eren apartaments. Dels 191 habitatges principals, 158 estaven ocupats pels seus propietaris, 28 estaven llogats i ocupats pels llogaters i 5 estaven cedits a títol gratuït; 2 tenien una cambra, 5 en tenien dues, 20 en tenien tres, 57 en tenien quatre i 107 en tenien cinc o més. 152 habitatges disposaven pel capbaix d'una plaça de pàrquing. A 79 habitatges hi havia un automòbil i a 95 n'hi havia dos o més.

### Piràmide de població

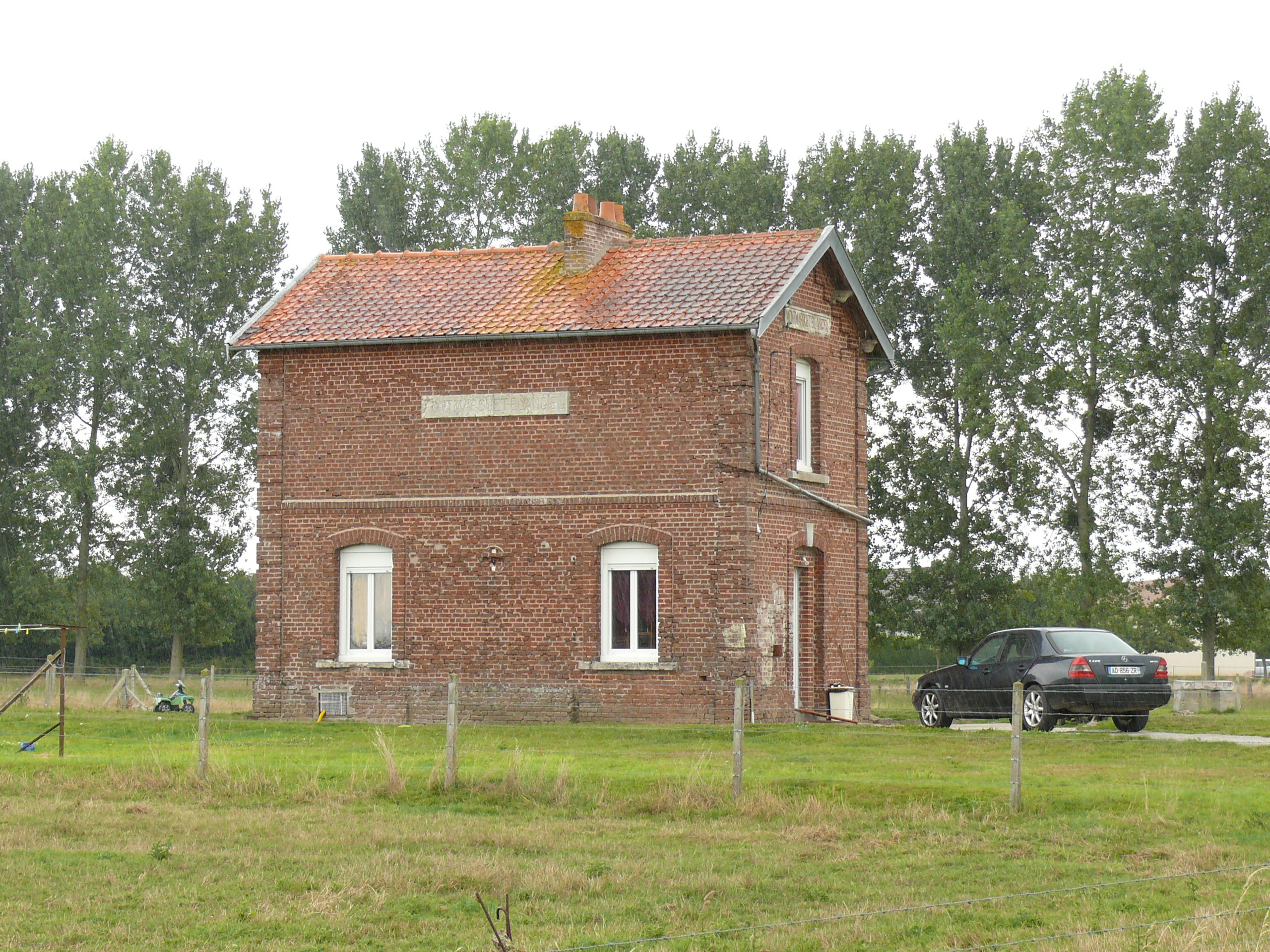

La piràmide de població per edats i sexe el 2009 era:
| Homes | Edats   | Dones |
| ----- | ------- | ----- |
| 0     | 95 o +  | 0     |
| 1     | 90 a 94 | 1     |
| 5     | 85 a 89 | 6     |
| 3     | 80 a 84 | 7     |
| 3     | 75 a 79 | 5     |
| 7     | 70 a 74 | 8     |
| 12    | 65 a 69 | 9     |
| 19    | 60 a 64 | 12    |
| 16    | 55 a 59 | 14    |
| 15    | 50 a 54 | 14    |
| 18    | 45 a 49 | 18    |
| 15    | 40 a 44 | 15    |
| 20    | 35 a 39 | 20    |
| 14    | 30 a 34 | 22    |
| 11    | 25 a 29 | 8     |
| 18    | 20 a 24 | 13    |
| 13    | 15 a 19 | 9     |
| 17    | 10 a 14 | 12    |
| 20    | 5 a 9   | 11    |
| 9     | 0 a 4   | 13    |

## Economia
El 2007 la població en edat de treballar era de 331 persones, 235 eren actives i 96 eren inactives. De les 235 persones actives 218 estaven ocupades (121 homes i 97 dones) i 17 estaven aturades (10 homes i 7 dones). De les 96 persones inactives 38 estaven jubilades, 20 estaven estudiant i 38 estaven classificades com a «altres inactius».

### Ingressos
El 2009 a Lafresguimont-Saint-Martin hi havia 193 unitats fiscals que integraven 485,5 persones, la mediana anual d'ingressos fiscals per persona era de 17.293 €.

### Activitats econòmiques
Dels 16 establiments que hi havia el 2007, 1 era d'una empresa extractiva, 2 d'empreses de fabricació d'altres productes industrials, 6 d'empreses de construcció, 1 d'una empresa de comerç i reparació d'automòbils, 1 d'una empresa d'hostatgeria i restauració, 1 d'una empresa financera, 1 d'una empresa immobiliària, 1 d'una entitat de l'administració pública i 2 d'empreses classificades com a «altres activitats de serveis».
Dels 7 establiments de servei als particulars que hi havia el 2009, 2 eren paletes, 4 lampisteries i 1 perruqueria.
L'únic establiment comercial que hi havia el 2009 era una adrogueria.
L'any 2000 a Lafresguimont-Saint-Martin hi havia 32 explotacions agrícoles que ocupaven un total de 1.764 hectàrees.

## Poblacions més properes
El següent diagrama mostra les poblacions més properes.